# Chrysobothris cupreipes
Chrysobothris cupreipes es una especie de escarabajo del género Chrysobothris, familia Buprestidae. Fue descrita científicamente por Fairmaire en 1864.